# NGC 6670
NGC 6670 este o galaxie situată în constelația Dragonul. A fost descoperită în 31 iulie 1886 de către Lewis A. Swift. Se află la o distanță de 126,5 de megaparseci de Pământ.